# Kountze, Texas
Kountze là một thành phố thuộc quận Hardin, tiểu bang Texas, Hoa Kỳ. Năm 2010, dân số của xã này là 2123 người.

## Dân số
- Dân số năm 2000: 2115 người.
- Dân số năm 2010: 2123 người.